# 奇切烏-米赫耶什蒂鄉
47°12′N 23°58′E / 47.200°N 23.967°E
奇切烏-米赫耶什蒂鄉（羅馬尼亞語：Comuna Ciceu-Mihăiești, Bistrița-Năsăud），是羅馬尼亞的鄉份，位於該國西北部，由比斯特里察-訥瑟烏德縣負責管轄，面積228平方公里，海拔高度252米，2007年人口1,392，人口密度每平方公里6人。